# Insomniacs After School
Insomniacs After School (jap. 君は放課後インソムニア Kimi wa Hōkago Insomnia) ist eine Manga-Serie von Mangaka Makoto Ojiro, die von 2019 bis 2023 in Japan erschien. Die Geschichte erzählt von zwei Oberschülern, die beide an Schlafstörungen leiden und den Astronomie-Klub ihrer Schule wiederbeleben.

## Inhalt
Der Oberschüler Ganta Nakami (中見 丸太) leidet an Schlafstörungen und liegt oft die ganze Nacht wach im Bett. Tagsüber ist er daher müde und grimmig. Seine Mitschüler meiden ihn oder er wird gemobbt. Helfen lassen möchte Ganta sich auch nicht. Auf der Suche nach einem Schlafplatz in der Kuyo-Oberschule stößt er schließlich auf das verlassene Observatorium, das seit dem Tod der letzten Mitglieder des Astronomie-Klubs als Lager genutzt wird. Er will es für Nickerchen nutzen, doch seine Mitschülerin Isaki Magari (曲 伊咲) hat den Raum schon selbst dafür in Anspruch genommen. Sie hat das gleiche Leiden wie er, ist aber dennoch eine Frohnatur und bei ihren Mitschülern beliebt. Die beiden beschließen, die Nächte gemeinsam zu verbringen und durch die Stadt zu ziehen. Doch die Krankenschwester Frau Kurashiki kommt ihnen auf die Schliche – solche Kontakte und nächtlichen Aktivitäten von Schülern sind verboten. Sie arrangiert es, dass die beiden den Astronomie-Klub wiederbeleben und damit das Observatorium für sich nutzen können. So können sie nachts gemeinsam die Sterne beobachten und kommen sich dabei immer näher.

## Veröffentlichung
Der Manga erschien zwischen Mai 2019 und August 2023 im Magazin Big Comic Spirits beim Verlag Shogakukan. Dieser brachte die Kapitel auch gesammelt in insgesamt 14 Bänden heraus.
Von Mai 2022 bis April 2025 erschienen alle Bände bei Carlsen Manga auf Deutsch in einer Übersetzung von Nadja Gravert-Stutterheim. Eine englische Fassung wird von Viz Media veröffentlicht, eine italienische von J-Pop.

## Anime-Adaption
Im Januar 2022 wurde eine Adaption des Mangas als Anime-Serie sowie als Realfilm angekündigt. Die Serie entstand bei Liden Films unter der Regie von Yuki Ikeda. Die Drehbücher schrieb Rintarō Ikeda. Das Charakterdesign wurde von Yuki Fukuda adaptiert und die künstlerische Leitung lag bei Tatsurō Ōnishi. Die Tonarbeiten leitete Satoshi Motoyama und für die Kameraführung war Megumi Himeno verantwortlich. Der Anime wurde vom 11. April bis zum 4. Juli 2023 auf TV Tokyo ausgestrahlt und umfasst 13 Folgen. Eine englisch untertitelte Fassung wurde von HiDive per Streaming veröffentlicht, Amazon Prime veröffentlichte die Serie auf Italienisch. Eine deutsch synchronisierte Fassung erschien bei KSM.

### Synchronisation
Die deutsche Synchronisation wurde nach dem Dialogdrehbuch von Francis Dichmann und der Dialogregie von Sebastian Hollmann bei G&G Tonstudios GmbH in Kaarst realisiert.
| Rolle           | japanischer Sprecher (Seiyū) | deutscher Sprecher      |
| --------------- | ---------------------------- | ----------------------- |
| Ganta Nakami    | Gen Satou                    | Tobias John von Freyend |
| Isaki Magari    | Tamura Konomi                | Nicole Silbermann       |
| Kanami Anamizu  | Natsumi Fujiwara             | Franciska Friede        |
| Mina Nono       | Sumire Morohoshi             | Camilla Renschke        |
| Motoko Kanikawa | Lynn                         | Amira Leisner           |
| Rui Haida       | Shou Karino                  | Cédric Cavatore         |
| Tao Ukegawa     | Seiichirou Yamashita         | Dennis Saemann          |
| Usako Kurashiki | Mamiko Noto                  | Daniela Bette-Koch      |
| Yui Shiromura   | Haruka Tomatsu               | Cindy Kepke             |

### Musik
Die Musik der Serie komponierte Yuki Hayashi. Das Vorspannlied ist Itsu Aetara (いつ逢えたら) von Aiko, die Abspanne sind unterlegt mit den Liedern Lapse und Hertz von Homecomings. Während der elften Folge wird das Lied Nantonaku Nantonaku (なんとなくなんとなく) eingespielt, gesungen von mehreren der Synchronsprecher.